# 西猯科
西猯科（学名：Tayassuidae） 属于中小型偶蹄目动物，是生活在美洲大陆的猪形亚目的动物。
本科所有种（除被列入附录Ⅰ的物种和未被列入附录的中美西貒Pecari tajacu墨西哥和美国种群）均为濒危野生动植物种国际贸易公约附录II所列的保护动物。

## 形态
西猯外形和习性和猪非常相似，但体型比猪科小，后肢只有3趾。虽为杂食性，但比猪科更适应植物性食物，胃的构造比猪科复杂，獠牙不如野豬發達，但依然是强而有力的攻击性武器，除了獠牙外，还有臭腺可用于驱敌。
- 野猪（左）与白唇西猯（右）的头骨比较：西猯的上犬齿（獠牙）朝下

## 分类
本科现存3属4种：
- 西猯属 Pecari
  - 领西猯 Pecari tajacu
  - 大西貒（英语：Giant peccary） Pecari maximus
- 草原西貒属 Catagonus
  - 草原西貒 Catagonus wagneri
- 白唇西猯属 Tayassu
  - 白唇西猯 Tayassu pecari